# 황곡초등학교
황곡초등학교는 대한민국 경기도 수원시 영통구에 있는 공립 초등학교이다.

## 연혁
- 1997년 12월 1일 : 개교
- 2021년 1월 4일 제 ??회 졸업식